# Pastitsio

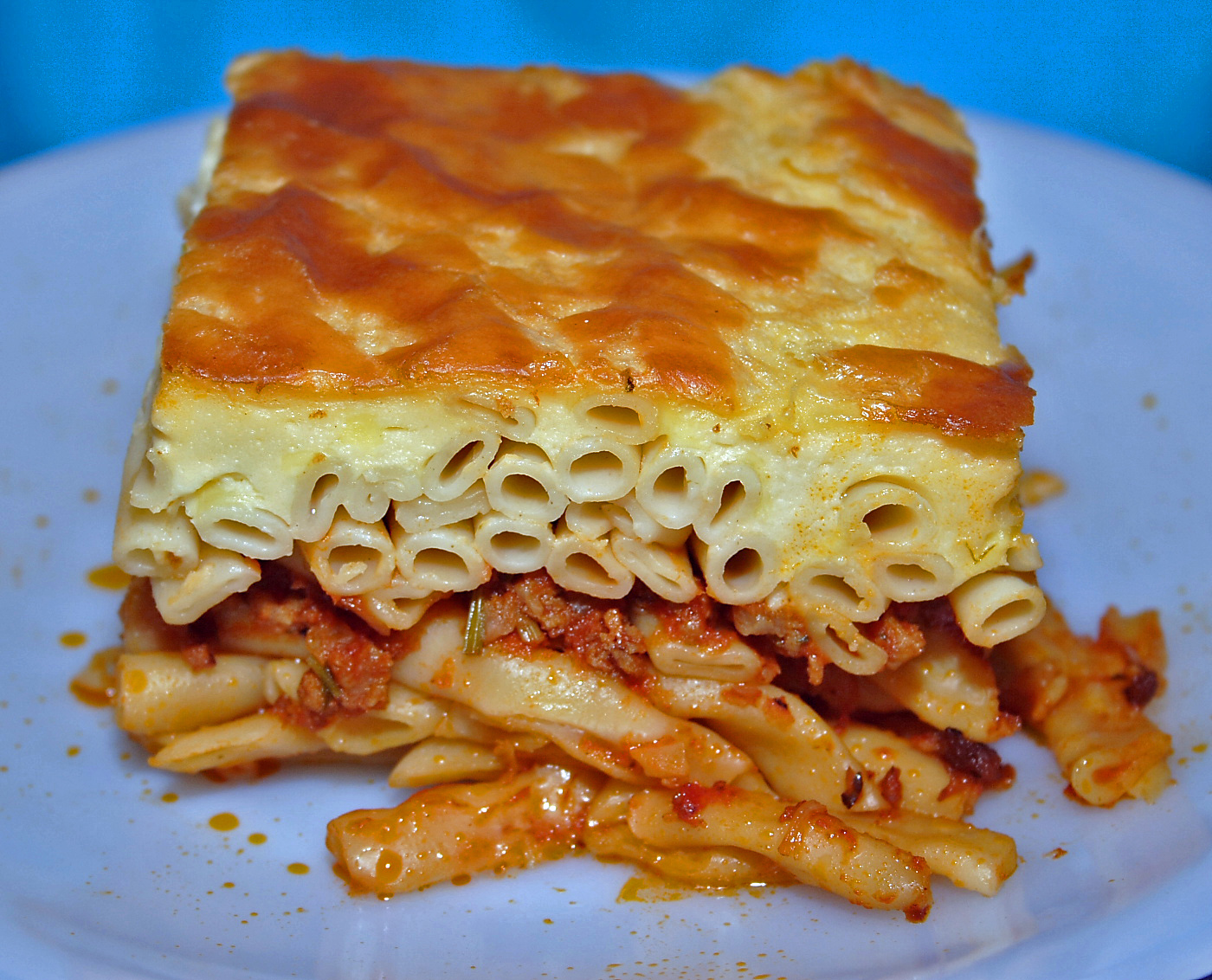
Pastitsio

Pastitsio (Grieks: παστίτσιο) is een Grieks gerecht dat iets weg heeft van een macaronitaart. Pastitsio komt oorspronkelijk uit Korfoe. Korfoe is lang een Venetiaans protectoraat geweest  terwijl een groot deel van Griekenland onder het Ottomaanse bewind moest leven. 
Korfoe heeft enkele typische gerechten, waaronder Pastitsio, maar eveneens Pastitsada, Sofrito etc ... Gerechten zoals Moussaka en Dolma vond men dan weer niet op Korfoe.  
Afhankelijk van de streek zijn er meerdere uitvoeringen, maar de bodem bestaat meestal uit macaroni (dikke holle slierten) of uit Selina (lijkt op penne maar dikker en gladder). De tweede laag wordt opgebouwd met een saus van rund-, kalfs- of lamsvlees en verse tomaten, die heel langzaam wordt gemaakt. Als kruiden worden kaneel, nootmuskaat, kruidnagel en paprikapoeder gebruikt. Daarna volgt een laag witte saus of bechamelsaus, waar men eventueel kaas en eieren door kan mengen. Veelal wordt het recept afgemaakt met een extra laagje gegratineerde kaas.  
Pastitsio is een gangbaar hoofdgerecht dat vaak vergezeld gaat van een salade. In Cyprus wordt het gerecht traditioneel gegeten tijdens het vieren van feesten zoals Pasen.